# Нова социалистическа партия
Новата социалистическа партия (на италиански: Nuovo Partito Socialista) е лявоцентристка социалдемократическа политическа партия в Сан Марино.
Основана е през 2005 година от членова не Санмаринската социалистическа партия, който не подкрепят нейното вливане в Партията на социалистите и демократите. На парламентарните избори през 2012 година е начело на опозицията и получава 7 места в парламента.